# Parafia bł. Wincentego i Towarzyszy w Gałajnach
Parafia bł. Wincentego i Towarzyszy w Gałajnach – parafia rzymskokatolicka, znajdująca się w archidiecezji warmińskiej, w dekanacie Górowo Iławeckie. W parafii posługują księża archidiecezjalni. Według stanu na lipiec 2025 proboszczem parafii był ks. mgr Pawel Kaczmarczyk. 